# Francesco Antonio Baldassare Uttini
Francesco Antonio Baldassare Uttini (Bologna, 1723 – Stoccolma, 25 ottobre 1795) è stato un compositore e direttore d'orchestra italiano, attivo soprattutto in Svezia.

## Biografia
Studiò musica nella città natale con Padre Martini, Giacomo Antonio Perti e Pietro Giuseppe Sandoni e nel 1743 diventò membro dell'Accademia Filarmonica di Bologna. Nello stesso anno debuttò a Genova come operista con il dramma metastasiano Alessandro nelle Indie. Nei seguenti dieci anni mise in scena diverse opere, soprattutto serie, con le quali raggiunse una discreta fama.
Nel 1752 entrò come compositore nella compagnia teatrale dei Mingotti, dove conobbe la sua futura prima moglie, la cantante Rosa Scarlatti (1727-75).
Nel 1755 si recò in Svezia al seguito della compagnia, su invito della regina svedese Luisa Ulrica. Appena giunto nel paese scandinavo, Uttini scrisse l'opera Il re pastore per il nuovo teatro di Drottningholm e compose un concerto per flauto e alcune sonate per clavicembalo.
Nel 1757 la compagnia teatrale fece ritorno in Italia, ma Uttini rimase a lavorare in Svezia al servizio della famiglia reale come compositore di corte e direttore della hovkapellet (l'orchestra di corte, ossia l'Orchestra Reale Svedese). Le fonti non sono chiare nel riportare se assunse ufficialmente l'incarico di direttore stabile dell'orchestra nel 1757 o nel 1767. Quel che è certo è che in questo decennio compose soprattutto opere italiane, lavori strumentali da camera, sinfonie e cantate.
Nel 1772, su incarico del sovrano Gustavo III di Svezia, compose la prima opera in lingua svedese, Thetis och Pelée. L'opera, scritta sul modello della grand opéra, venne rappresentata il 18 gennaio 1773 per l'inaugurazione dell'Opera Reale Svedese e riscosse un notevole successo. Uttini, anche visto il suo ruolo di direttore dell'Orchestra Reale Svedese, si impegnò attivamente e direttamente a favore della nascita dell'Opera Reale Svedese: l'orchestra ha partecipato infatti a tutti gli allestimenti operistici fin dalla fondazione della compagnia. Seguirono altri lavori operistici di Uttini in lingua svedese, quali Birger Jarl och Mechtilde (1774) e Aline, drottning uti Golconda (1776).
Dal 1781 cominciò a ritirarsi progressivamente dalla scena musicale, pur mantenendo ufficialmente i suoi incarichi fino al 1788, anno in cui sposò in seconde nozze il soprano Sophia Liljegren (1765-95).
Nonostante nel 1791 gli si fosse prospettato un incarico a Göteborg per assumere la direzione del Comediehuset, con la moglie nel ruolo di primadonna, questo progetto non vide realizzazione e Uttini rimase a Stoccolma fino alla sua morte.

## Produzione musicale
I primi lavori di Uttini presentano le caratteristiche dell'opera seria del periodo. Le sue sinfonie presentano influenze della scuola di Mannheim e i suoi lavori da camera sono composti in stile galante. Nella parte finale della sua vita il suo successo venne in parte offuscato dalla crescente popolarità di compositori quali, ad esempio, Johann Gottlieb Naumann.

### Opere liriche
- Alessandro nelle Indie (opera seria, libretto di Pietro Metastasio, 1743, Genova)
- Astianatte (dramma serio, libretto di Antonio Salvi, 1748, Cesena)
- Demofoonte (opera seria, libretto di Pietro Metastasio, 1750, Ferrara)
- Siroe (opera seria, libretto di Pietro Metastasio, 1752, Amburgo)
- L'Olimpiade (opera seria, libretto di Pietro Metastasio, 1753, Copenaghen)
- Zenobia (opera seria, libretto di Pietro Metastasio, 1754, Copenaghen)
- La Galatea (opera seria, 1754, Drottningholm)
- L'isola disabitata (dramma per musica, libretto di Pietro Metastasio, 1755, Drottningholm, 1755)
- Il re pastore (dramma per musica, libretto di Pietro Metastasio, 1755, Drottningholm)
- L'eroe cinese (opera seria, libretto di Pietro Metastasio, 1757, Drottningholm)
- Adriano in Siria (opera seria, libretto di Pietro Metastasio, 1757, Drottningholm)
- Cythère assiégée (opéra comique, libretto di C.-S. Favart, 1762, Stoccolma)
- Il sogno di Scipione (serenata drammatica, libretto di Pietro Metastasio, 1764, Stoccolma)
- Soliman II, ou Les trois sultanes (opéra comique, libretto di C.-S. Favart, 1765, Stoccolma)
- Le gui de chène (opéra comique, libretto di La Junquières, 1766, Stoccolma)
- Psyché (tragédie lyrique, libretto di P. Quinault, dopo Molière, 1766, Drottningholm)
- L'aveugle de Palmyre (opéra comique, libretto di F.-G. Desfontaines, 1768, Drottningholm)
- Thetis och Pelée (opera, libretto di J. Wellander, 1773, Stoccolma)
- Birger Jarl och Mechtilde (dramma con divertimenti, libretto di G. F. Gyllenborg, 1774, Stoccolma)
- Aline, drottning uti Golconda (opera, libretto di G. B. Zibet, 1776, Stoccolma)

### Oratori
- La Giuditta (libretto di Abate Odace, 1742, Bologna)
- La passione di Gesù (libretto di Pietro Metastasio, 1776, Stoccolma)
- Festività del Santissimo Natale (1765 ca.)
- Musica funebre per Adolphus Fredrik (1771)
- Musica per l'incoronazione di Gustavo III (1773)
- Musica per la consacrazione della Adolf Fredriks kyrka (1774)

### Altri lavori vocali sacri e profani
- Missa Brevis (1783)
- Te Deum in si maggiore
- Vari mottetti
- Varie cantate
- 16 arie

### Lavori strumentali
- 5 sinfonie
- Concerto per flauto
- Altri lavori orchestrali
- 6 sonate per clavicembalo
- 6 sonate per 2 violini e basso (op. 1, 1768, Londra)[5]
- 3 sonate per 2 violini e violoncello obbligato
- 6 sonate per 2 violini e clavicembalo obbligato
- Sonata e minuetto per 2 violini, viola e basso